# Jill Hammersley
Jill Hammersley (ur. 6 grudnia 1951 w Carshalton) – angielska tenisistka stołowa, medalistka mistrzostw świata, dwukrotna mistrzyni Europy.
Brązowa medalistka mistrzostw świata w Sarajewie (1973) w grze podwójnej (w parze z Węgierką Beatrix Kishazi).
Ośmiokrotna medalistka mistrzostw Europy. Życiowy sukces zanotowała podczas mistrzostw w 1976 w Pradze zostając mistrzynią Europy w grze pojedynczej, podwójnej (w parze z Lindą Howard) oraz wicemistrzynią drużynowo. 
Trzykrotna tryumfatorka prestiżowego turnieju Europa Top 12 (1978, 1980, 1981).